# Stamarska peč (Karavanke)
Stamarska peč (Karavanke) (1405 m) je razgledna skala na spodnjem vzhodnem robu planine Stamare, ki iz pobočja Belščice dovolj prepričljivo izstopa. Značilnost skale so macesni in tudi poraščenost z avrikljem. Z nje se odpira pogled na dolino Bela, na Zgornjesavsko dolino, na Radovljiško kotlino, na Jelovico, na Blejsko kotlino, …, pa tudi na Julijce in na Belščico. Na vrhu je klopca. Zelo pogosto tod mimo letijo tudi orli.